# Elecciones generales de Sierra Leona de 1977
Las elecciones generales se llevaron a cabo en Sierra Leona el 6 de mayo de 1977. Serían las últimas elecciones multipartidistas hasta 1996. Fueron adelantadas por el presidente Siaka Stevens en respuesta a los disturbios estudiantiles del año anterior. Solo 41 de los escaños eran electos, mientras que el resto eran asignados por los Jefes Tribales y por el presidente de la República. A pesar de que salió de su abstencionismo anterior, el Partido Popular de Sierra Leona solo obtuvo el 30% de los votos y 15 escaños.
En una campaña marcada por la violencia, las elecciones en ocho circunscripciones no se llevaron a cabo en el día de la elección, pero fueron realizadas en una fecha posterior. Un año después, una nueva constitución fue aprobada en referéndum, y el país se convirtió en un estado de partido único dominado por el Congreso de Todo el Pueblo, situación que se mantendría hasta 1992. Manna Kpaka, diputado del Partido Popular, fue el único de los diputados que no se unió al APC cuando este se convirtió en el único partido legal.

## Resultados
| Partido                                                 | Votos   | %      | Escaños |
| ------------------------------------------------------- | ------- | ------ | ------- |
| Congreso de Todo el Pueblo                              | 425.328 | 61.93% | 70      |
| Partido Popular de Sierra Leona                         | 205.976 | 29.99% | 15      |
| Partido Nacional Democrático                            | 478     | 0.07%  | 0       |
| Independientes                                          | 54.998  | 8.01%  | 0       |
| Elegidos por los Jefes Supremos Tribales                | -       | -      | 12      |
| Elegidos por el presidente (Congreso de Todo el Pueblo) |         | -      | 3       |
| Total                                                   | 686.610 | 100%   | 100     |
| Fuente: Inter-Parliamentary Union                       |         |        |         |